# Sainte-Néomaye

Sainte-Néomaye este o comună în departamentul Deux-Sèvres, Franța. În 2009 avea o populație de 1,295 de locuitori.